# Lugdunum (cràter)
Lugdunum és un cràter sobre la superfície de (21) Lutècia, situat amb el sistema de coordenades planetocèntriques a 17 ° de latitud nord i 226 ° de longitud est. Fa un diàmetre de 17 km. El nom va ser fet oficial per la UAI el cinc d'abril de 2011 i fa referència a Lugdúnum, una ciutat de l'època de Lutècia a l'actualitat Lió, a França).